# Hannes Fuchs
Hannes Fuchs (* 9. März 1972 in Linz) ist einer der bisher erfolgreichsten österreichischen Badmintonspieler. 

## Sportliche Karriere
Fuchs gewann bei den nationalen Juniorenmeisterschaften 1986 seinen ersten Titel. Drei weitere Juniorentitel folgten bis 1989. 1990 siegte er auch erstmals bei den Erwachsenen im Herrendoppel mit Jürgen Koch. Insgesamt gewann er drei nationale Einzel- und zwei Doppeltitel in seiner Laufbahn.
Von  1990 bis 1997 war er Badminton-Profi und Weltranglistenspieler. Er siegte bei mehreren Weltranglistenturniere. So gewann er zum Beispiel 1993 in Moskau das Grand-Prix-Turnier der Russian Open und die EBU-Circuit-Gesamtwertung. Sein höchstes Ranking in der Badminton-Weltrangliste war Rang 14. 1992 und 1996 qualifizierte er sich für die Olympischen Spiele. Im Einzel schied er 1992 in Runde zwei aus und wurde 17. Im Doppel mit Jürgen Koch erreichte er die gleiche Platzierung. 1996 startete er nur im Einzel und wurde erneut 17.

## Sportliche Erfolge
| Saison    | Veranstaltung                                  | Disziplin    | Sieger                       |
| --------- | ---------------------------------------------- | ------------ | ---------------------------- |
| 1986      | Österreich: Einzelmeisterschaften der Junioren | Herrendoppel | Heinz Fischer / Hannes Fuchs |
| 1987      | Österreich: Einzelmeisterschaften der Junioren | Herrendoppel | Thomas Fink / Hannes Fuchs   |
| 1988      | Österreich: Einzelmeisterschaften der Junioren | Herrendoppel | Thomas Fink / Hannes Fuchs   |
| 1989      | Österreich: Einzelmeisterschaften der Junioren | Herrendoppel | Jürgen Koch / Hannes Fuchs   |
| 1989      | Österreich: Einzelmeisterschaften der Junioren | Herreneinzel | Hannes Fuchs                 |
| 1990      | Österreich: Einzelmeisterschaft                | Herrendoppel | Jürgen Koch / Hannes Fuchs   |
| 1992      | Österreich: Einzelmeisterschaft                | Herrendoppel | Hannes Fuchs / Heimo Götschl |
| 1992      | Österreich: Einzelmeisterschaft                | Herreneinzel | Hannes Fuchs                 |
| 1993      | Slowenien: Internationale Meisterschaften      | Herreneinzel | Hannes Fuchs                 |
| 1993      | Bulgarien: Internationale Meisterschaften      | Herreneinzel | Hannes Fuchs                 |
| 1993      | Österreich: Einzelmeisterschaft                | Herreneinzel | Hannes Fuchs                 |
| 1993      | Russland: Internationale Meisterschaften       | Herreneinzel | Hannes Fuchs                 |
| 1993/1994 | EBU Circuit                                    | Herreneinzel | Hannes Fuchs                 |
| 1994      | Österreich: Einzelmeisterschaft                | Herreneinzel | Hannes Fuchs                 |
| 1994      | Bulgarien: Internationale Meisterschaften      | Herreneinzel | Hannes Fuchs                 |